# 사랑의 동산
《사랑의 동산》은 대한민국의 방송국 기독교방송의 라디오 채널 CBS 표준FM에서 매주 일요일 밤 9시 ~ 밤 9시 35분까지 방송하는 라디오 프로그램이다. 목사의 설교를 들려준다.
2015년 CBS 가을개편으로 방송시작시간과 종료시간이 5분 늦춰졌고, 2020년 CBS 봄 개편으로 방송시작시간과 종료시간이 35분 늦춰졌으며 담당 목사도 바뀌었다.

## 담당 목사
- 사랑의교회 오정현 목사

## 같이 보기
- CBS 표준FM

| CBS 표준FM           |                      |                       |
| 이전                 | 사랑의 동산 (일)     | 다음                  |
| 장병의 시간          | 사랑의 동산 (일)     | 라디오 강단           |
| 밤 8시 35분 ~ 밤 9시 | 밤 9시 ~ 밤 9시 35분 | 밤 9시 35분 ~ 밤 10시 |
|                      |                      |                       |

| 부산CBS 표준FM       |                      |                       |
| 이전                 | 사랑의 동산 (일)     | 다음                  |
| 장병의 시간          | 사랑의 동산 (일)     | 라디오 강단           |
| 밤 8시 35분 ~ 밤 9시 | 밤 9시 ~ 밤 9시 35분 | 밤 9시 35분 ~ 밤 10시 |
|                      |                      |                       |

| 경남CBS 표준FM       |                      |                       |
| 이전                 | 사랑의 동산 (일)     | 다음                  |
| 장병의 시간          | 사랑의 동산 (일)     | 라디오 강단           |
| 밤 8시 35분 ~ 밤 9시 | 밤 9시 ~ 밤 9시 35분 | 밤 9시 35분 ~ 밤 10시 |
|                      |                      |                       |